# 온정개건비
온정개건비(溫井改建碑)는 부산광역시 동래구 온천동에 있는 조선시대의 비석이다. 1972년 6월 26일 부산광역시의 기념물 제14호로 지정되었다.

## 개요
이 비석은 동래부사 강필리(姜必履)가 온정을 대대적으로 수리한 공로를 기리기 위하여 1766년(영조 42)에 세웠는데, 송광적(宋光迪)이 썼다.
동래온천에 대한 최초의 기록은 신라의 재상 충원공(忠元公)이 이곳에서 목욕을 하고 돌아갔다는 삼국유사의 기록이다. 동래부읍지(東萊府邑誌) 산천조 온정란에 보면, 동래온천은 신라시대부터 알려져 있었음을 알 수 있다. 온천의 물이 계란을 익힐 만큼 뜨거웠으며, 병자가 목욕을 하면 병이 잘 나아 예로부터 많은 사람들이 찾았다고 한다.
비는 높이 144cm, 폭 61cm이다. 비문에 따르면, 1691년(숙종 17)에 고쳐 세운 온정은 ‘돌로 두 개의 탕을 만들었는데, 그 후 건물이 낡아 탕이 막힌 것을 새로 동래부사로 부임한 강필리가 다시 고쳐 짓고, 남탕과 여탕을 구획한 9칸짜리 건물을 지었는데, 그 모습이 상쾌하고 화려하여 마치 꿩이 나는 것과 같다.’고 하였다. 이후에도 이 온정은 여러 차례 중수되었다고 한다.
1878년에 처음으로 일본인의 전용 목욕탕이 생겼고, 일제시대에는 일본인이 온천장의 실권을 장악하였다. 이에 한국인은 이권을 박탈당하고 지내야만 했다. 지금은 온천동 용각(龍閣) 내에 보존되어 있다.

## 같이 보기
- 동래온천

## 참고 문헌
- 온정개건비 - 국가유산청 국가유산포털